# Бекбауыл
Бекбауыл (каз. Бекбауыл) — станция в Аральском районе Кызылординской области Казахстана. Административный центр Бекбауылского сельского округа. Код КАТО — 433238100.

## Население
В 1999 году население станции составляло 708 человек (358 мужчин и 350 женщин). По данным переписи 2009 года, в населённом пункте проживало 879 человек (449 мужчин и 430 женщин).

## Галерея

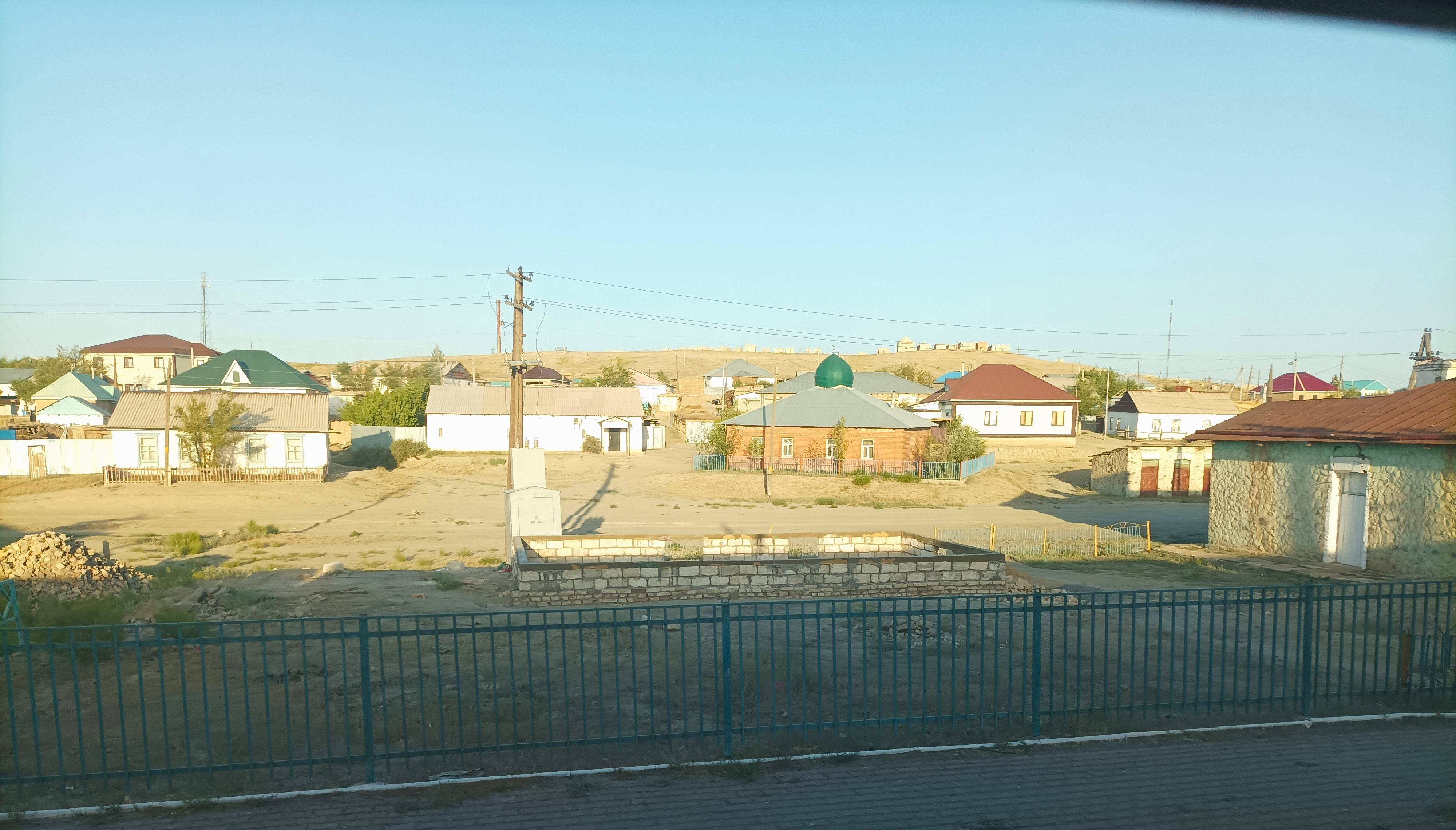
Мечеть
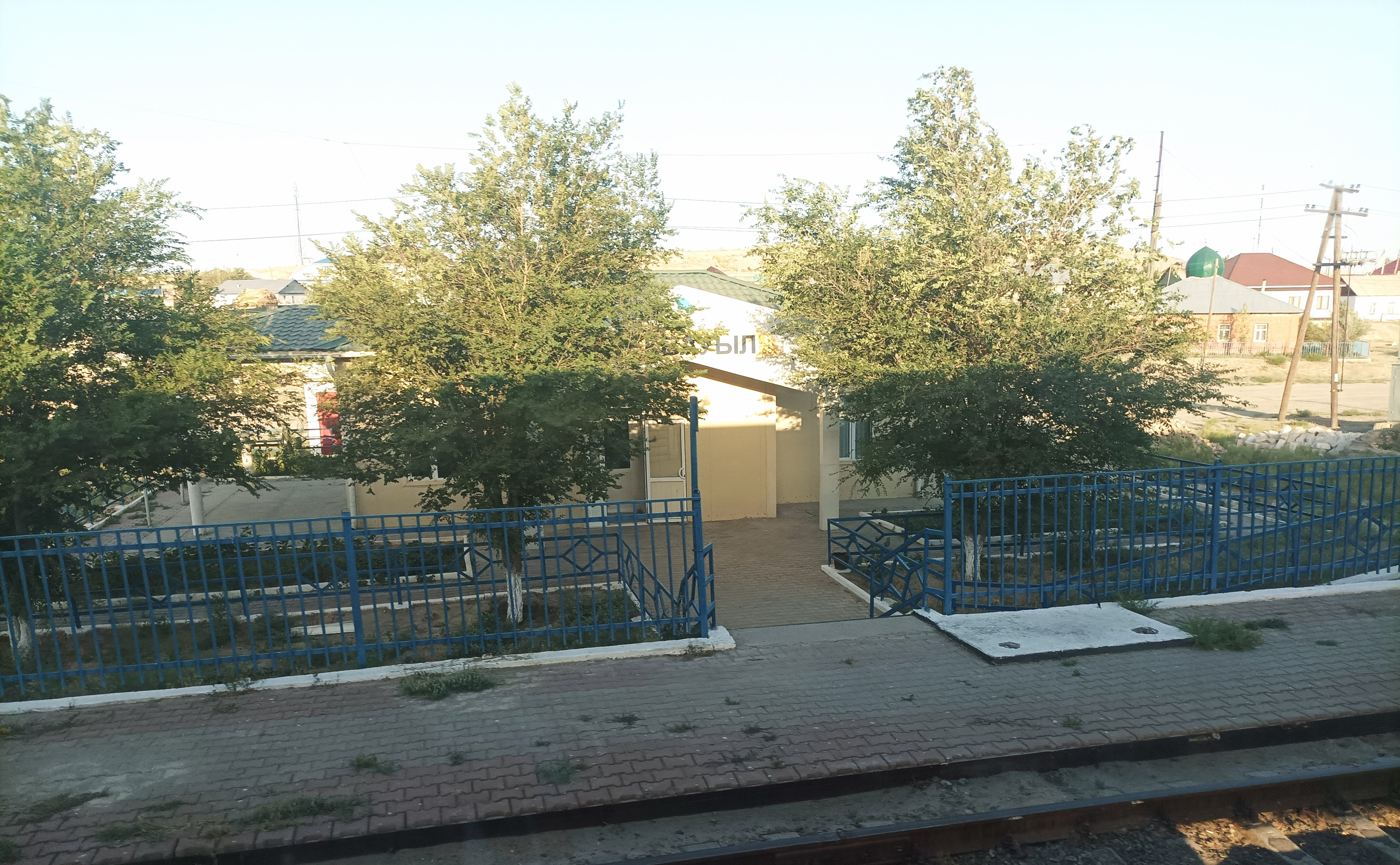
Ж.д.станция
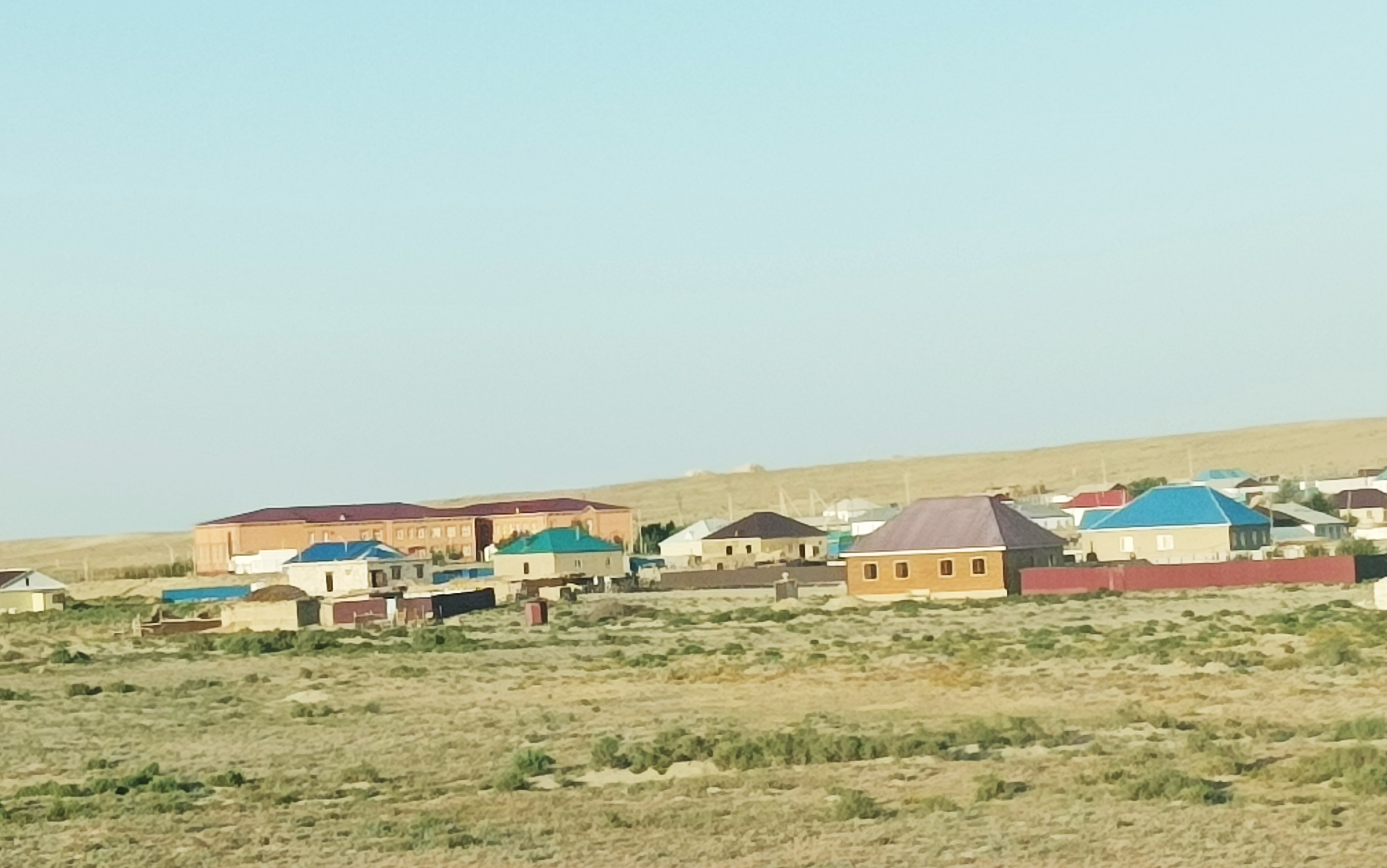
Бекбауыл
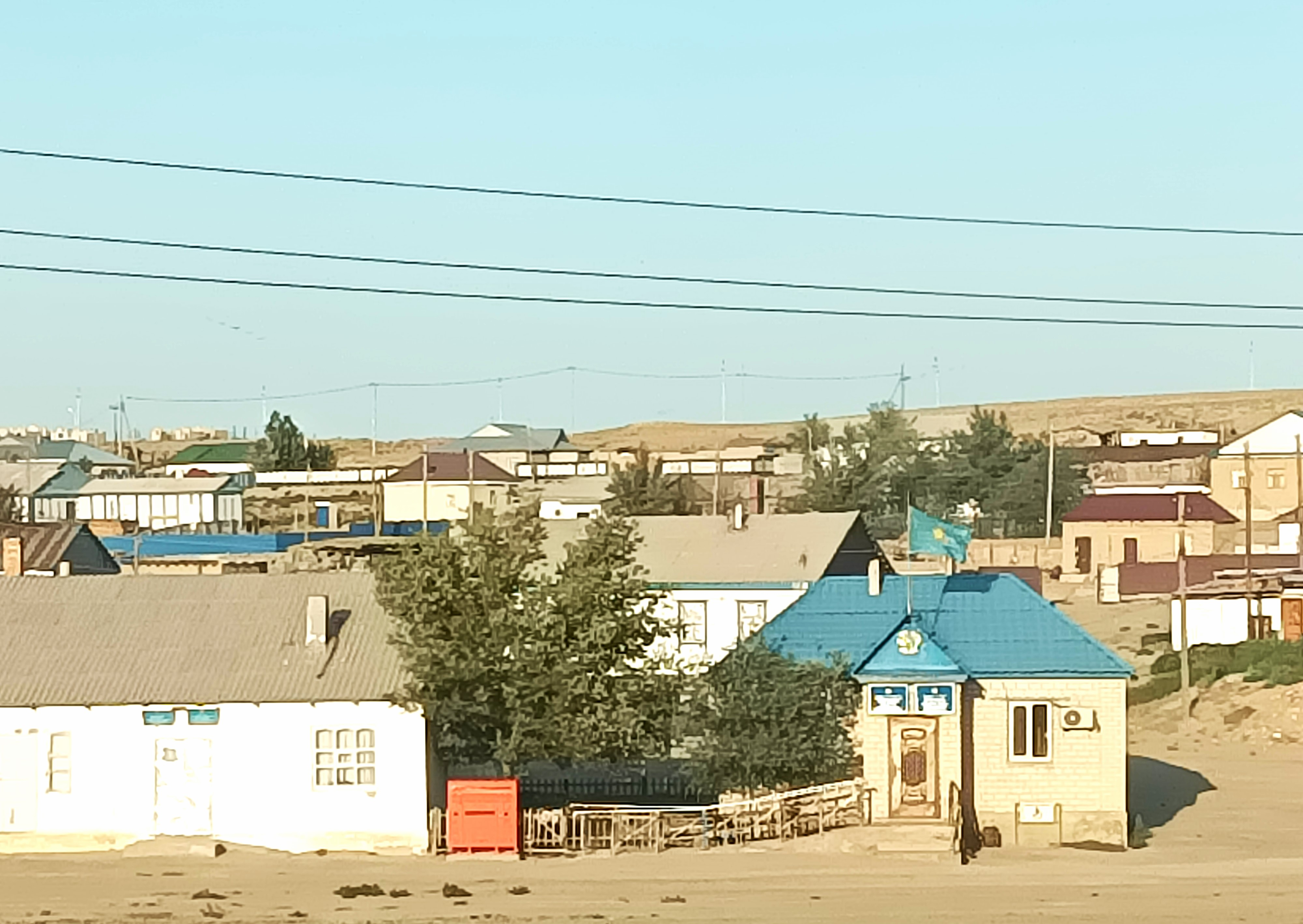
Бекбауыл
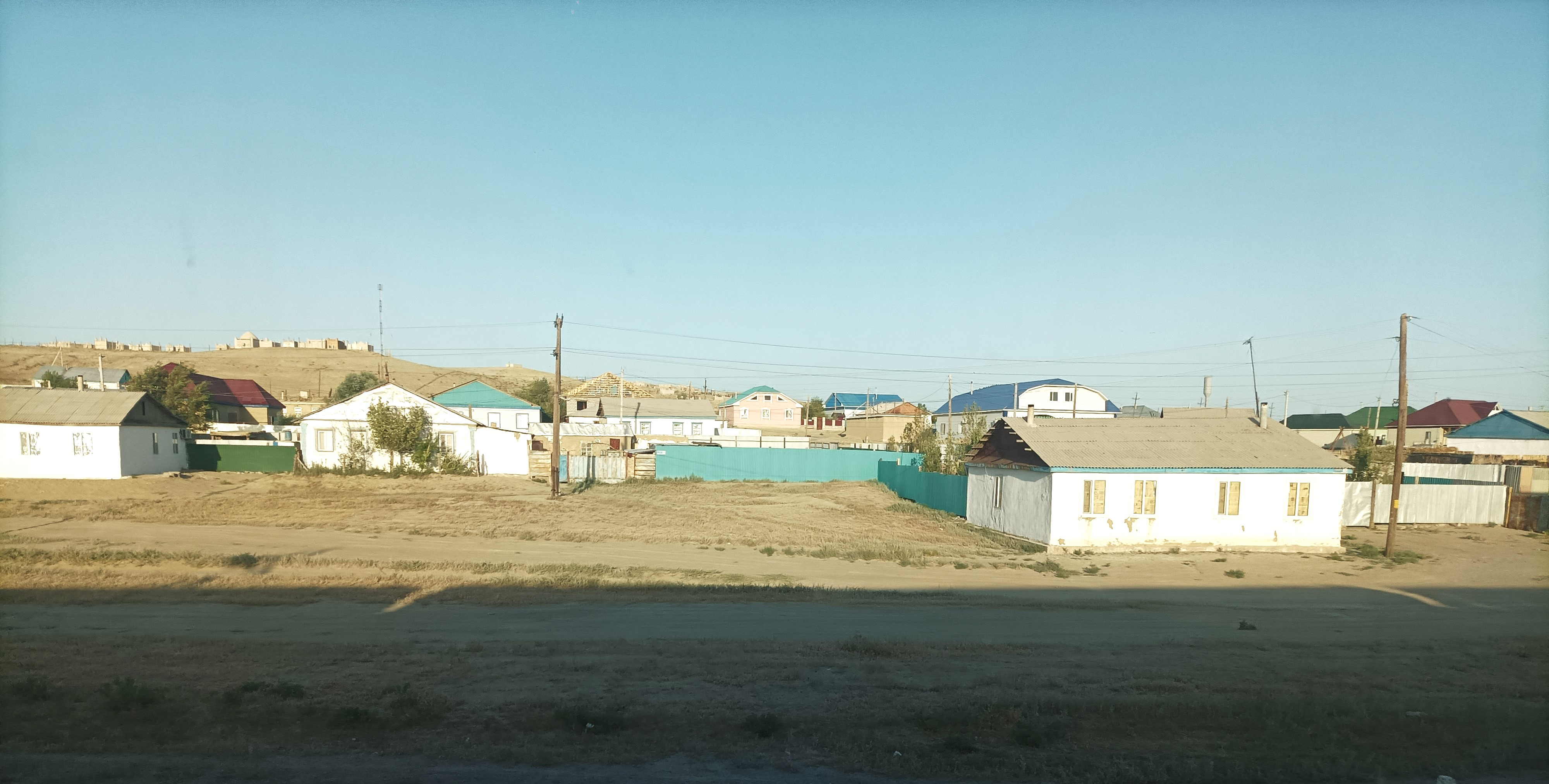
Бекбауыл